# Antoine Albalat
Pour les articles homonymes, voir Albalat.
Antoine Albalat, né à Brignoles (Var) le 4 février 1856 et mort dans le 6e arrondissement de Paris le 21 septembre 1935, est un écrivain et critique littéraire français.

## Biographie
Pierre Marie Antoine Albalat est le fils de Raymond Albalat, instituteur à Brignoles, né à Castelserás en Espagne, et de Clara Victorine Françoise Marbec.
Il a un frère cadet, Paul Théodore, né le 14 octobre 1859 et décédé le 4 avril 1915 dans le 16e arrondissement de Paris, qui est employé aux Bateaux parisiens.
Arrivé à Paris en 1897, Antoine Albalat entre en 1899 au Journal des débats comme secrétaire de la direction. Puis il devient rédacteur du feuilleton littéraire. Il a longtemps fréquenté le café Vachette (aujourd'hui disparu), à Paris, à l'angle du boulevard Saint-Michel et de la rue des Écoles. Il fut l'ami de Moréas.
Il épouse Marie Louise Brouet (1871-1926) le 17 août 1905, en la mairie du 10e arrondissement de Paris.

### Enseignements sur le style
Au-delà de ses romans et nouvelles, Antoine Albalat s'est fait connaître par ses enseignements sur l'écriture : 

« J’ai voulu être un guide pour ceux qui ne peuvent en avoir d’autres. Voilà quinze ans que je me bats avec les mots et que j’écris du roman, des nouvelles et des articles de critique, faits et refaits avec acharnement. »

Il développe une théorie du style fondée sur  l'étude de l'évolution des manuscrits des auteurs français jusqu'à leur édition finale, ainsi que les travers de style de la littérature contemporaine. On retrouve ainsi dans L'Art d'écrire enseigné en vingt leçons, l'étude de l'harmonie, la concision ou encore l'emploi des images.

## Œuvres
- Nella, simple histoire en vers, 1877, texte sur Gallica.
- Un adultère, roman intime, 1883, texte sur Gallica.
- La Faute d'une mère, 1886, texte sur Gallica.
- Le Mal d'écrire et le Roman contemporain, Ernest Flammarion, 1895, texte sur Gallica.
- Ouvriers et procédés, Havard, 1896.
- L'Art d'écrire enseigné en vingt leçons, Armand Colin, 1899, texte sur Gallica.
- Les Ennemis de l'Art d'écrire, texte sur Gallica.
- La Formation du style par l'assimilation des Auteurs, texte sur Gallica de la 2e édition, 1902.
- Le Travail du style enseigné par les corrections manuscrites des grands écrivains, Colin, 1903, texte sur Gallica, 12e édition, 1927.

Prix Saintour de l’Académie française en 1904
- Comment il faut lire les auteurs classiques français, Colin.

Prix Saintour de l’Académie française en 1914
- Gustave Flaubert et ses amis, Plon.
- Comment on devient écrivain, 1925, texte sur Gallica: • La Vocation et le Succès • Comment on écrit un roman • La Technique et les procédés du roman • Comment on écrit des livres d'histoire et des livres d'érudition • Ce que doit être la critique littéraire • Comment on fait un sermon • La Traduction comme moyen de former son style • Le Journalisme et les conférences • Guides et Conseillers littéraires.
- Souvenirs de la vie littéraire, Arthème-Fayard, 1921, texte sur Gallica ; nouvelle édition, augmentée d'une préface-réponse, les éditions G. Grès, 1924 texte sur gallica.
- Trente ans de Quartier Latin. Nouveaux souvenirs de la Vie littéraire, 1930, texte sur Gallica.
- Marie.
- La Vie de Jésus d'Ernest Renan, SFELT, 1933, texte sur Gallica.
- L'Amour chez Alphonse Daudet, Ollendorf.
- Une Fleur des tombes, Havard.
- L'Impossible Pardon.
- Lacordaire, Vitte.
- Joseph de Maistre, Vitte.
- Frédéric Mistral, son génie, son œuvre, Sansot.
- L'Art poétique de Boileau, Malfère.

## Distinction
- Prix Saintour de l’Académie française en 1904, pour Le Travail du style enseigné par les corrections manuscrites des grands écrivains.
- Prix Saintour de l’Académie française en 1914, pour Comment il faut lire les auteurs classiques français.
- Prix du président de la République, décerné par la Société des Gens de Lettres en 1920[5]